# Árbol del Tule
El Árbol del Tule (« l'arbre du Tule » en espagnol) est un très gros et très ancien arbre remarquable situé devant l'église de Santa María del Tule dans l'État mexicain d'Oaxaca, à environ 13 km de la ville d'Oaxaca de Juárez sur la route de Mitla. 
Cet arbre est un cyprès de Montézuma (Taxodium mucronatum), appelé Ahuehuete en langue Nahuatl.

## Présentation
Il mesure 41 mètres de haut et une circonférence de 42 mètres. Le diamètre de son tronc, mesuré à 1,5 m de hauteur, fait 14,4 mètres.
Son âge précis est inconnu. Les estimations vont de 1200 à 3000 ans.
Selon une légende locale Zapotèque, il aurait été planté il y environ 1400 ans par Pechocha, un prêtre d'Ehecatl, le dieu du vent des Aztèques ; le fait qu'il se trouve sur un site sacré, occupé plus tard par une église catholique, tendrait à renforcer cette légende.
L'arbre est surnommé l'« Arbre de la Vie » en raison de toutes les représentations d'animaux qui sont reconnaissables sur son tronc noueux.

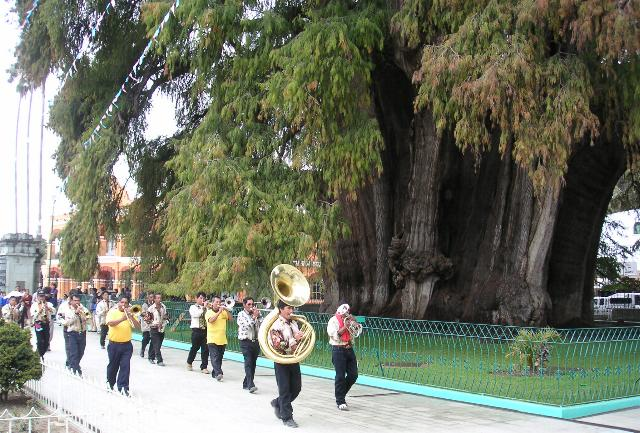
Vue générale